# Sirník (okres Trebišov)
Sirník (maďarsky Szürnyeg) je obec na Slovensku v okrese Trebišov. Žije v něm 550 obyvatel.

## Historie
Osídlení v oblasti obce Sirník je doložené od neolitu. Bylo zde objeveno sídliště bukovohorské kultury s kanelovanou keramikou, jakož i mladší nálezy ze starší a mladší doby bronzové, halštatské, laténské a slovanské sídlištní nálezy.
Archeologické nálezy potvrzují, že osídlení v katastrálním území vesnice existovalo od 8. století a patří k nejstarším slovanským sídlištím v okolí. První písemná zmínka o vsi je z roku 1067.
Vesnice je doložena od roku 1403 jako Zywrnegh, z roku 1438 jako Zwrnyhegh, z roku 1446 jako Zywrnyegh, z roku 1773 jako Szurnyek, z roku 1920 jako Sirnek, z roku 1948 jako Sirník a maďarsky Szürnyeg.
V roce 1419 byla zemanským majetkem, v roce 1557 v ní bylo deset usedlostí. Od roku 1598 do 19. století byly pány vsi Bakóczyové a jiní. V roce 1715 ve vsi stálo deset opuštěných a osm obydlených usedlostí, v roce 1787 měla 51 domů a 348 obyvatel, v roce 1828 měla 82 domů a 628 obyvatel. Sirník byl zemědělskou vesnicí, jejíž obyvatelé se zabývali zejména chovem dobytka. V letech 1938–1944 byla obec připojena k Maďarsku.